# بورغلن
بورغلن (بالألمانية: Bürglen) هي إحدى بلديات مقاطعة فاينفيلدن في كانتون تورغاو في سويسرا. تبلغ مساحتها 11.7 كيلومتر مربع، ويقدر عدد سكانها بـ 3690 نسمة (حسب تعداد ديسمبر 2015).